# Otzberg
Otzberg è un comune tedesco di 6 540 abitanti,, situato nel Land dell'Assia.